# William Rosenberg
William Walt Rosenberg (* 12. Februar 1920 in Kopenhagen; † 6. November 2014 in Lyngby-Taarbæk) war ein dänischer Schauspieler.

## Leben und Wirken
William Rosenberg war der Sohn des Kunstmalers Ivar Rosenberg (1891–1942) und seiner Frau Else Schrøder (1891–1988). Er wuchs gemeinsam mit einem älteren Bruder in Kopenhagen auf.
Nach dem Schulabschluss absolvierte Rosenberg seine Schauspielausbildung von 1936 bis 1940 an der Eleveskole des Königlichen Theaters Kopenhagen, wo er 1941 sein Bühnendebüt hatte und bis 1953 auch festes Ensemblemitglied war. Im Laufe seiner Karriere stand Rosenberg in zahlreichen Theaterstücken auf der Bühne, so auch am Folketeatret, am Aarhus Teater, am Odense Teater oder am Betty-Nansen-Theater. Rosenberg wirkte als Theaterschauspieler auch in Oslo und Stockholm, einige Theater-Tourneen führten ihn zudem in die USA und nach Russland. Er wirkte von 1948 bis 2008 in mehr als 50 Film-und-Fernsehproduktionen mit, darunter Kleine Sünder – große Sünder (1966) und Sünder überall (1967).
William Rosenberg war Träger des Dannebrogordens.

## Privates
William Rosenberg war dreimal verheiratet. In erster Ehe vom 6. Oktober 1946 bis 1949 mit der Schauspielerin Helle Virkner. Die Ehe blieb kinderlos. In zweiter Ehe war Rosenberg von November 1949 bis Juni 1961 mit der Schauspielerin Jeanne Darville (1924–1995) verheiratet. Aus der Ehe gingen zwei Töchter und zwei Söhne hervor. In dritter Ehe war Rosenberg von 1974 bis 1996 mit Jette Christensen (* 1943) verheiratet. Die Ehe blieb kinderlos.
William Rosenberg starb am 6. November 2014 im Alter von 94 Jahren. Seine Asche wurde im Meer verstreut.